# والي بواغ
والي بواغ (بالإنجليزية: Wally Boag)‏ مواليد 13 سبتمبر 1920 في أوريغون، الولايات المتحدة - الوفاة 3 يونيو 2011 في سانتا مونيكا، الولايات المتحدة، هو ممثل وكوميدي أمريكي بدأ مسيرته الفنية سنة 1945. من أعماله غنوميو و جولييت. امتدت مسيرته الفنية لأكثر من 37 عاما.

## روابط خارجية
- والي بواغ على موقع IMDb (الإنجليزية)
- والي بواغ على موقع ميوزك برينز (الإنجليزية)
- والي بواغ على موقع قاعدة بيانات الأفلام السويدية (السويدية)
- والي بواغ على موقع ديسكوغز (الإنجليزية)
- والي بواغ على موقع قاعدة بيانات الفيلم (الإنجليزية)